# Хвороба Ньюкасла
Хвороба Ньюкасла (NDV) є заразним захворюванням птахів, що уражає багато домашніх та диких видів птахів, це хвороба, що передається людині. Вперше описана в Ньюкасл-апон-Тайн, Велика Британія 1926 року, потім Бернетом 1943 року в Австралії. Вірус найбільше загрожує домашній птиці у зв'язку з її високою чутливостю до вірусу. Хвороба є ендемічною в багатьох країнах.
Контакт людей з інфікованими птахами (наприклад на птахофабриках) може викликати легкий кон'юнктивіт та грипо-подібні симптоми, але вірус Ньюкасла не представляє ніякої небезпеки для здоров'я людини. Інтерес до використання NDV як протиракового засобу виник через його здатності вибірково вбивати клітини пухлин з обмеженою токсичністю для нормальних клітин. 
Не існує схем лікування хвороби, але використання профілактичних вакцин та санітарних заходів знижує ймовірність спалахів.